# التعاونيات في الانتفاضة الأولى
خلال الانتفاضة الأولى، من عام 1987 إلى عام 1991، أنشأ الفلسطينيون عددًا من التعاونيات بهدف زيادة استقلال الاقتصاد الفلسطيني.

## الخلفية
في 9 كانون الأول/ديسمبر 1987، صدم سائق شاحنة إسرائيلي أربعة فلسطينيين في مخيم جباليا للاجئين مما أدى إلى استشهادهم. وأثارت هذه الحادثة أكبر موجة من الاضطرابات الفلسطينية منذ بدء الاحتلال الإسرائيلي في عام 1967: الانتفاضة الأولى. خلال المراحل المبكرة، تميزت الانتفاضة إلى حد كبير بحملة غير عنيفة قادتها قيادة شعبية لامركزية، مع إجراءات شملت الإضرابات العمالية، والإضرابات الضريبية، ومقاطعة البضائع الإسرائيلية، ومقاطعة المؤسسات الإسرائيلية، والمظاهرات، وإنشاء الفصول الدراسية والتعاونيات السرية، ورفع العلم الفلسطيني المحظور، والعصيان المدني. وقد ردت الحكومة الإسرائيلية على اندلاع الانتفاضة بحملة قمع قاسية، ومع ذلك فقد أصبحت الانتفاضة أكثر عنفاً خلال مراحلها الأخيرة، بما في ذلك العنف السياسي الداخلي الفلسطيني ضد المتعاونين المزعومين. وبحلول نهاية الانتفاضة، كان قد قتل أكثر من ألف فلسطيني وأصيب أكثر من مائة ألف آخرين على يد القوات الإسرائيلية، كما قتل الفلسطينيون نحو مائتي إسرائيلي. انتهت الانتفاضة الأولى بعدة مفاوضات سلام رفيعة المستوى، بما في ذلك مؤتمر مدريد عام 1991 واتفاقيات أوسلو عام 1993.

## الاستراتيجية
في عام 1989، كتب رودريك شو من صحيفة تريبيون:
أخبرني ناشط فلسطيني محلي أن الاحتلال الإسرائيلي جعل الحياة صعبة، قبل فترة طويلة من الانتفاضة. وقال إن القرى المحيطة الخليل بدأت تتدهور ببطء بسبب رفض السلطات الإسرائيلية منحها تصريحا بتوصيل المياه والكهرباء. إن البناء في أي مكان يتطلب استيفاء مجموعة طويلة من القواعد، ويستغرق الأمر في كثير من الأحيان عامين. ويمنع الاحتلال المزارعين الفلسطينيين أيضًا من تصدير معظم منتجاتهم، أو حتى بيعها في إسرائيل. في حين أن المنتجات الإسرائيلية تغمر الأراضي المحتلة كل عام، مما يهدد بإغراق المنتجين المحليين. ومنذ بداية الانتفاضة، بدأ الفلسطينيون يقاطعون البضائع الإسرائيلية بشكل متزايد، ويعتمدون بشكل أكبر على صناعاتهم المنزلية المتنامية. ولكن مستوطني كريات أربع لا يواجهون مثل هذه المشاكل. يعيشون في مبانٍ حديثة مع إمدادات كافية من الكهرباء والمياه. بل إنهم أنشأوا مصنعًا على نفقة عامة لتوفير فرص العمل لهم.
وكجزء من الانتفاضة، قاطع الفلسطينيون البضائع والوظائف الإسرائيلية، فضلاً عن الخدمات التي تقدمها الإدارة المدنية الإسرائيلية، وأنشأوا عدداً من التعاونيات الاقتصادية لزيادة الاعتماد على الذات اقتصادياً، وخاصة في الصناعات الغذائية. وفقًا لماجد أبو سلامة، المؤسس المشارك لشبكة «صمود» الفنلندية الفلسطينية: «زرعت النساء الطعام في منازلهن وعلى أسطح المنازل، وأنشأن تعاونيات زراعية أطلقن عليها اسم حدائق النصر، بهدف بناء اقتصاد فلسطيني مستقل وتمكين مقاطعة المنتجات الإسرائيلية». ووفقًا للصحفية جوديث غابرييل، «كان إحياء الاقتصاد المنزلي على رأس قائمة المشاريع الملموسة والمستدامة التي شجعتها اللجان الشعبية. كانت الفكرة بسيطة: برأس مال أولي بسيط، يمكن لأسرة لديها ماعزان وعدد قليل من الدجاج والأرانب إنتاج الحليب والبيض واللحوم بنفسها؛ ومن خلال زراعة حديقة، يمكن أيضًا إنتاج الفاكهة والخضراوات والقمح والأعلاف».
ولعبت لجنة الإغاثة الزراعية الفلسطينية دوراً هاماً في نشر المعلومات حول كيفية زراعة الخضروات في حدائق النصر، وقامت بتوزيع مئات الآلاف من عبوات البذور بحلول منتصف عام 1988. وكانت منظمة المساعدات الأمريكية للاجئين في الشرق الأدنى غير الحكومية نشطة أيضًا في دعم إنشاء التعاونيات الزراعية في فلسطين أثناء الانتفاضة الأولى، بما في ذلك شراء المعدات، وتدريب المزارعين، وإنشاء عيادات بيطرية متنقلة.
ولم تقتصر التعاونيات على زراعة الغذاء. على سبيل المثال، ركزت إحدى التعاونيات في بيت ساحور على توفير الأدوات والمبيدات الحشرية للتعاونيات الزراعية، وركزت تعاونيات أخرى على زراعة الأشجار، حيث ذكرت الشبكة الفلسطينية للسياسات أنه «تم زراعة أكثر من 500 ألف شجرة في جميع أنحاء فلسطين بين عامي 1987 و1989» نتيجة للتعاونيات في الانتفاضة. وركز آخرون على إنتاج المنسوجات والإمدادات الطبية وتنظيف الأماكن العامة.
وكجزء من ردها العام على الانتفاضة، حظرت الحكومة الإسرائيلية اللجان الشعبية التي نظمت العديد من الأنشطة الشعبية في فلسطين، وزادت بشكل كبير من جهودها لتجنيد المتعاونين. واجه الأعضاء الذين عملوا في المشاريع التعاونية احتمالات أعلى للاعتقال من قبل الجيش الإسرائيلي. كما حاولت الحكومة الإسرائيلية بشكل خاص مواجهة نمو التعاونيات الزراعية خلال الانتفاضة. واتخذت إسرائيل عدداً من التدابير، بما في ذلك الأمر بإغلاق أسواق المدن، وحظر نقل المنتجات بين المناطق الفلسطينية، وتقييد قدرة الفلسطينيين على الحصول على تصريح لتصدير المنتجات إلى المملكة الأردنية، وتجريف الحقول الفلسطينية. كما أن حظر التجوال المتكرر الذي فرضه الجيش الإسرائيلي، والذي حصر الفلسطينيين في منازلهم، كان له أيضًا تأثير في منع الفلسطينيين من الاعتناء بحدائقهم.

## أمثلة بارزة

### تعاونية بيت ساحور للألبان
أصبحت بيت ساحور، وهي بلدة ذات أغلبية مسيحية في الضفة الغربية، رمزًا بارزًا للانتفاضة الأولى بسبب إضرابها الشامل عن دفع الضرائب أثناء الانتفاضة، والحصار الذي فرضه الجيش الإسرائيلي على البلدة لمدة 42 يومًا. كما اكتسبت المدينة شهرة كبيرة بسبب جهودها لإنشاء تعاونية للألبان أثناء الانتفاضة، وذلك من خلال شراء ثمانية عشر بقرة من كيبوتس يهودي متعاطف وإرسال طالب جامعي من المدينة إلى الخارج للتشاور مع خبراء حول تقنيات تربية الألبان.
لكن الجيش الإسرائيلي رد بقسوة على إنشاء تعاونية الألبان، واعتبرها تهديدًا للأمن القومي وأمر سكان البلدة بإغلاقها، وإلا فسيتم تدميرها. فقام السكان بإخفاء الأبقار، أحيانًا داخل منازلهم، ووزعوا الحليب الذي تنتجه الأبقار سراً، وتجنبوا لمدة أربع سنوات المحاولات المتكررة من قبل الجيش الإسرائيلي لتفتيش القرية ومصادرة الأبقار.
في عام 2014، تم إصدار فيلم وثائقي رسوم متحركة فلسطيني كندي عن تعاونية الألبان في بيت ساحور، بعنوان المطلوبين 18.